# خزعل‌آباد
خزعل‌آباد ، روستایی از توابع بخش اروندکنار شهرستان آبادان در استان خوزستان ایران است.

## جمعیت
این روستا در دهستان مینوبار قرار دارد و براساس سرشماری عمومی نفوس و مسکن (۱۳۹۵)، جمعیت آن ۶۱۹ نفر (۱۷۳ خانوار) بوده‌است.